# جیرایا
جیرایا (به ژاپنی: 自来也, Jiraiya) یک شخصیت خیالی در مجموعه مانگا و انیمه ناروتو می‌باشد که توسط ماساشی کیشیموتو خلق شده‌است. او در نیمهٔ اول مانگا معرفی می‌شود. جیرایا با کد نینجای ۰۰۲۳۰۱ به مانند یک پیرمرد منحرف (به ژاپنی: エロ仙人, Ero-Sennin) که به ناروتو تعلیم می‌دهد نمایش داده می‌شود. او یکی از شاگردان هوکاگهٔ سوم روستای کونوها و یکی از سه سانین افسانه‌ای در کنار اوروچیمارو و سوناده است. در ژاپنی سان "san" به معنی سه و نین "nin" به معنی شخص است.
ماساشی کیشیموتو در ابتدا در نظر داشت جیرایا را با طراحی متفاوت و مدل موی دیگری نقاشی کند، همچنین او قصد داشت وقتی جیرایا وزغ احضار می‌کند، آن‌ها به اندازهٔ یک انسان باشند، اما این نظریات او به نتیجه نرسید و شکست خورد. در مصاحبه‌ای که با او شده بود، به این نکته اشاره داشت که در بین روابط استاد و شاگردی در ناروتو، او جیرایا و ناروتو را از همه بیشتر دوست دارد.

## تاریخچه

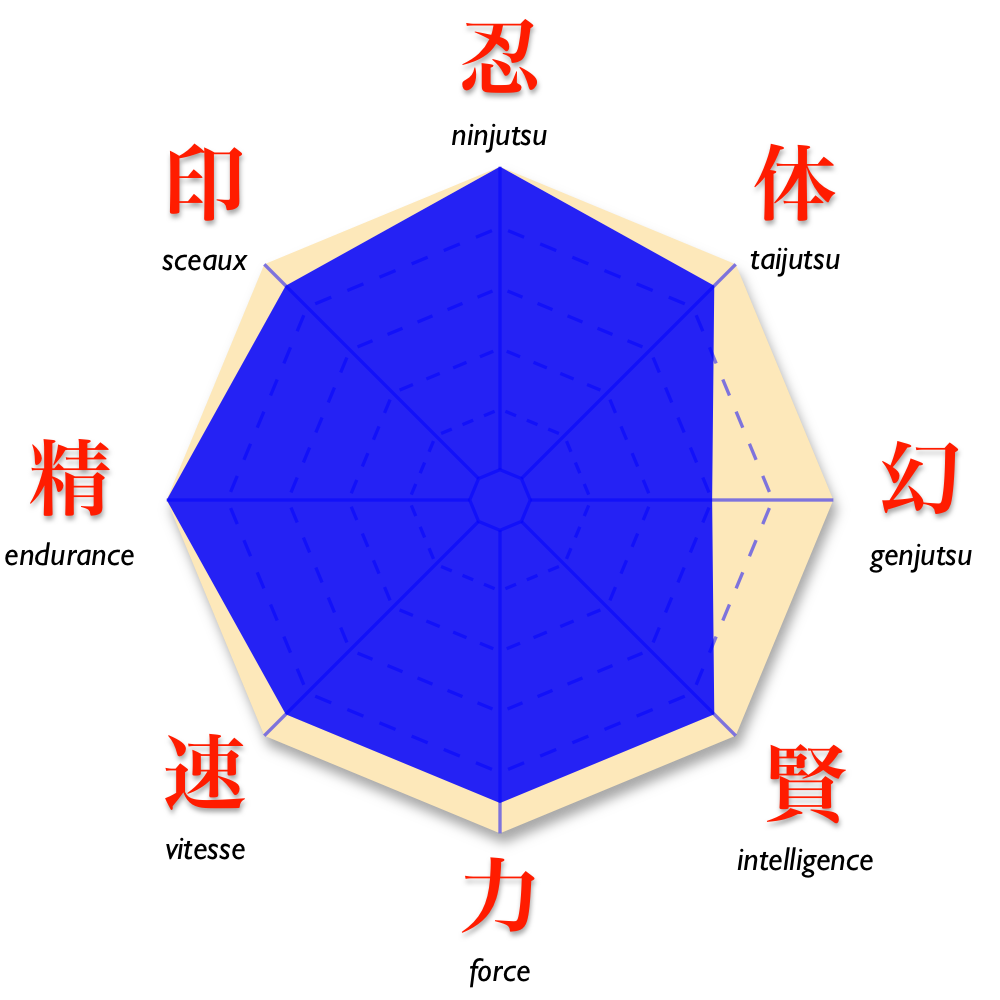
نمودار توانایی‌های جیرایا در انواع جوتسو

جیرایا در روستای کونوها تحت سرپرستی هوکاگهٔ سوم بزرگ شد. او یکی از سه سانین افسانه‌ای است. سانین تنها درجه‌ای است که می‌تواند با هوکاگه برابری کند و تنها به کسانی داده می‌شود که کاری غیرعادی و شگفت‌انگیز انجام داده باشند. جیرایا همچنین استاد هوکاگهٔ چهارم بود و بسیاری از تکنیک‌ها را به او آموخته بود. یکی از تکنیک‌هایی که خود او از هوکاگهٔ چهارم یاد گرفت، راسنگان بود، که بعدها آن را به ناروتو آموخت. تکنیکی که سه سال برای یادگیری آن زمان لازم است (اما ناروتو توانست آن را در چندین هفته بیاموزد). نشانی که او بر روی پیشانی خود بسته است به معنی "روغن" است. جیرایا در هنگام مبارزه بسیار جدی می‌شود، شیوهٔ مبارزه او بسیار منحصربه‌فرد است و او به نام حکیم وزغ شهرت دارد و قابلیت این را دارد که در هنگام مبارزه وزغ احضار نماید. بسته به اندازه وزغ ضربات آن نیز سنگین‌تر می‌شود. بزرگترین و قوی‌ترین وزغ «گامابونتا» نام دارد. او همچنین راسنگان را نیز اجرا می‌کند، تکنیکی که از چیدوری نیز قوی‌تر و مخربتر است. جیرایا احضار وزغ و راسنگان را به ناروتو می‌آموزد. او همچنین از موهای خود به عنوان سپر دفاعی در برابر ضربات، و هم برای حمله استفاده می‌کند. او همچنین می‌تواند از حالت دانایی وزغ‌ها (یا سنجوتسو) استفاده کند و در این صورت انرژی طبیعت را با چاکرای خود ترکیب کرده و یک بعد جدید قدرت به چاکرای سیج شده بیفزاید که منجر به ایجاد چاکرای سنجوتسو می‌شود و این چاکرا به هیچ عنوان قابل مشاهده نیست مگر کسی که سنجوتسو تمرین کرده باشد.

جیرایا همچنین نویسنده کتاب Love Love Paradise است، کتابی که مورده علاقه کاکاشی است و همیشه در حال خواندن آن می‌باشد.